# Schloss Einsiedel (Darmstadt)
Das Schloss Einsiedel ist ein neobarockes neuzeitliches Bauwerk im Oberwald nordöstlich von Darmstadt im Weiler Einsiedel, nahe Messel. Es ist als hessisches Kulturdenkmal (Einzelobjekt) mit der Nummer 9066 ausgewiesen.

## Lage
Das ehemalige Lustschlösschen liegt heute umgeben vom namensgleichen Weiler direkt an der Dieburger Straße (der Alten Diebeurger Landstraße), die als L3094, das Oberfeld (Darmstadt) mit Dieburg im Landkreis Darmstadt-Dieburg verbindet. Direkt hinter dem Weiler zweigt die L3317 zum UNESCO-Weltkulturerbe, der Grube Messel und dem gleichnamigen Ortsteil von Messel ab. Südwestlich liegt die Grube Prinz von Hessen, östlich der Mainzer Berg mit seinem Fernmeldeturm. Von Süden kommend umfließt die Silz östlich das Gelände weiter nach Norden. Der kleine Weiler ist allseits von Waldgebiet des Oberwalds umgeben und liegt am nordöstlichen Ende der Darmstädter Gemarkung auf der Flur 90.

## Geschichte

### Schloss Einsiedel
Zwischen 1890 und 1909 hatte der hessische Großherzog Ernst Ludwig das Lustschlösschen im neobarocken Stil bauen lassen. Zum einen wohl als Unterkunft, um die damals spektakulären Ausgrabungen von Hügelgräbern der Urgeschichte im Kranichsteiner Wald (wohl unter Friedrich Kofler) verfolgen zu können und zum anderen als nahen Anlaufpunkt für Waldspaziergänge der verwandten russischen Zarenfamilie, da Ernst Ludwigs Schwester Alix von Hessen-Darmstadt am 26. November 1894  Nikolaus II. geheiratet hatte. Mit dem Ausbruch des Ersten Weltkrieges erlosch das Interesse an Ausgrabungen und die Zarenfamilie war plötzlich Kriegsgegner.

### Nach 1930
In den 1930er Jahren gestaltete der Architekt Paul Meissner das Schlösschen zum Restaurant um. Im Zweiten Weltkrieg nach Bombenangriffen auf Darmstadt wurde es zum Ausweichkrankenhaus umfunktioniert. Nach dem Krieg wurde es als Infektionsabteilung für Diphtherie und Scharlach des Städtischen Krankenhauses genutzt, auch viele an Diphtherie erkrankte Frankfurter Kinder wurden zur Erholung in den Darmstädter Wald geschickt. Später war es über Jahre ein Altersheim. Nach 1961 kam es in neuen Privatbesitz und wird seitdem bis in die Gegenwart wieder als Gaststätte bzw. Restaurant genutzt.

## Beschreibung
Der eingeschossige ehemalige Schlossbau hat auf der Straßenseite zwei vorspringende Eckrisalite am Rechteckbau und besteht aus Mauerwerk mit schiefergedecktem, steilem Mansardwalmdach und einer verputzten Fassade. In der Mansarde befinden sich zahlreiche Dachgauben mit aufgesetztem Dreiecksgiebel. In die vordere Längsseite des Baus sind zwei sehenswerte Zwerchhäuser mit geschwungenen und ebenfalls verschieferten Fassaden eingelassen. Die Rückseite weist zwei halb in das Gebäude integrierte sechseckige Turmbauten auf, deren barocke verschieferte Hauben aber tiefer als der Dachfirst des Haupthauses liegen, und die Rückfront Dritteln.

## Siedlung Einsiedel
Die kleine Siedlung Einsiedel in Darmstadt-Ost liegt unmittelbar an der Gemarkungsgrenze nach Messel und ist im Ganzen hessisches Kulturdenkmal als Gesamtanlage.
Zur Gesamtanlage gehören das ehemalige, westlich des früheren Schlösschens gelegene, im Jahre 1802 gebaute Alte Forsthaus Einsiedel mit seinen Nebengebäuden, das um 1905 entstandene heutige Forsthaus Einsiedel, das nördlich dem ehemaligen Schlösschen gegenüber liegt und das ehemalige Lustschlösschen.
Der Weiler bestand wohl spätestens seit 1715, als am alten Forsthaus ein Falltor an der Dieburger Straße, das als Zollstation diente, genannt wurde.